# Micrométéorite

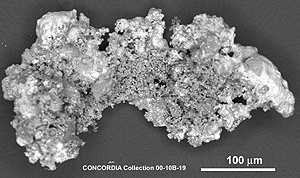
Micrométéorite provenant de la banquise antarctique

Une micrométéorite est une toute petite météorite, de taille généralement inférieure au centimètre et de masse inférieure au gramme.
Les micrométéorites peuvent constituer une menace pour l'exploration spatiale. Le risque est particulièrement grand pour les satellites qui restent dans l'espace pour de longues périodes. Cela pose des problèmes de conception pour les futurs — encore théoriques — moyens de transport spatiaux à bas coût tels que les ascenseurs spatiaux et les dirigeables de haute altitude.
Les premières micrométéorites ont été collectées entre décembre 1872 et mai 1876 par l'expédition du Challenger, qui a récupéré des sphérules cosmiques (micrométéorites fondues) au fond des océans par dragage magnétique. Des collections de micrométéorites ont depuis été collectées dans divers environnements où l'accumulation de particules naturelles terrestres et anthropiques est limitée, notamment les sédiments des grands fonds marins, les déserts chauds, les glaces et dépôts glaciaires du Groenland et de l'Antarctique, et même les toits des maisons.

## Définition
La définition des micrométéorites n'est pas consensuelle :
- L'Union astronomique internationale donne une définition vague des micrométéorites : petits corps solides célestes (sphérules cosmiques, micrométéorites cristallines ou à grain fin) se déplaçant dans l'espace interplanétaire, d'une taille supérieure aux atomes et molécules mais inférieure aux astéroïdes, produisant des météores par combustion lors de leur traversée de l'atmosphère. Les astronomes précisent qu'une micrométéorite est une météorite comprise entre 10 μm (en deçà il s'agit d'une poussière interstellaire qui est incapable de produire un météore lors de son passage dans l'atmosphère) et 0,1–1 mm (correspondant à la taille minimum des minéraux constitutifs des météorites) alors qu'une météorite stricto sensu est de taille comprise entre 10 μm et 10 mètres (au-delà il s'agit d'astéroïdes, dont la taille est suffisante pour être détectés dans l'espace)[3].
- Le chasseur de météorites définit les micrométéorites, d'après sa méthode de collecte, comme des météorites de taille inférieure au centimètre, les météorites stricto sensu étant comprises entre 1 cm et 100 mètres[4].

## Intérêt scientifique
Les micrométéorites sont importantes pour évaluer l'apport de matière extraterrestre, dont elles sont le principal contributeur (et au premier chef celles de taille inférieure au millimètre). Le flux de micrométéorites a été évalué en fondant de grandes masses de neige ultrapropre aux alentours de la station Concordia, près du dôme C (Antarctique). 1 280 micrométéorites non fondues (uMM, pour unmelted micrometeorite) et 808 sphérules cosmiques (CS, pour cosmic spherule) ont ainsi été récupérés, avec des diamètres de 30 à 350 μm. Connaissant le taux d'accumulation de la neige, on obtient un flux de 3,0 μg m−2 an−1 pour les uMM et de 5,6 μg m−2 an−1 pour les CS. En extrapolant la courbe de répartition des tailles, on obtient pour les micrométéorites de diamètre 12–700 μm un flux terrestre total de 5 200+1 500
 −1 200 tonnes par an (1 600 ± 500 et 3 600+1 000
 −700 t/an pour les uMM et les CS, respectivement). La flux pré-atmosphérique de ces micrométéorites est estimé à 15 000 t/an. La comparaison avec les modèles numériques suggère que la plupart proviennent de comètes de la famille de Jupiter, et une minorité de la ceinture d'astéroïdes principale.

## Description
Les micrométéorites sont extrêmement communes dans l'espace et particulièrement près de la Terre. Leur vitesse relative à celle des véhicules spatiaux en orbite peut être de l'ordre de plusieurs kilomètres par seconde, rendant délicate la conception des véhicules pour résister aux impacts. À titre d'exemple, une micrométéorite de 8,5 milligrammes se déplaçant à une vitesse de 72 km/s contient autant d'énergie cinétique qu'une balle de pistolet de calibre .45 à bout-portant.
Les micrométéorites sont de très petits grains de poussière, souvent métalliques, provenant de fragments libérés par impact entre des corps plus gros. Elles datent souvent de la formation du système solaire. Les trajectoires des micrométéorites sont totalement aléatoires, elles croisent l'orbite terrestre sous tous les angles. Des micrométéorites croisent constamment les orbites des véhicules spatiaux, et les impactent à grande vitesse. Malgré leur petite taille, elles dégradent l'enveloppe extérieure des satellites et avec le temps, menacent le fonctionnement de leurs systèmes.
Les micrométéorites représentent entre 15 000 et 40 000 tonnes de débris se déposant chaque année à la surface de la Terre,. Les micrométéorites peuvent être facilement trouvées sur Terre là où l'eau de pluie les concentre (par exemple dans les gouttières de toit). La poussière métallique provenant d'autres sources est relativement rare à la surface de la Terre, de ce fait il est facile de les séparer de la poussière ordinaire par l'utilisation d'un aimant. Afin de limiter au maximum la contamination de ces poussières par des poussières terrestres leur collecte doit s'effectuer dans des endroits limitant au maximum ces pollutions. Cela s'est ainsi fait au Groenland puis sur les côtes antarctiques et enfin dans les neiges entourant les stations Concordia  ou Dôme Fuji .
Dans le but de mieux comprendre leur nombre et répartition, plusieurs véhicules spatiaux (Lunar Orbiter 1, Luna 3 et Mars 1) possèdent des détecteurs de micrométéorites.
Les impacts causés par de petits objets voyageant à de très grandes vitesses sont le sujet d'étude de la balistique terminale.
Les techniques actuelles utilisées pour accélérer des objets à de telles vitesses comprennent des moteurs linéaires et des charges creuses.

## Classification
Les micrométéorites forment trois grandes familles différenciées en fonction de leur altération thermique au cours de leur rentrée atmosphérique : les complètement fondues, les partiellement fondues et les non fondues. Les micrométéorites issues de la collection Concordia du CSNSM sont classées de la manière suivante : 
- micrométéorites non fondues à grains fins compacts (22 % des collectes) ;
- micrométéorites non fondues à grains fins poreux (8 % − dont font partie les micrométéorites ultra-carbonées) ;
- micrométéorites non fondues à gros grains (7 %) ;
- micrométéorites partiellement fondues (33 %) ;
- micrométéorites complètement fondues (30 %).